# Колонија (биологија)
Колонија у зоологији и микробиологији представља групу живих бића која живе у непосредној близини једних и других, а област у којој живе је просторно одвојена од другог подручја у којем живи иста врста. Формирање таквих колонија може се догодити код врло различитих живих бића. 

## Микроорганизми
Континуирана деоба ћелија доводи до накупљања микроорганизама, посебно бактерија, стварајући тако лабаву заједницу ћелија (ближе колоније бактерија). Део научне заједнице верује да су ове лабаве ћелијске колоније, у својој организацији још увек недиференциране и у функцији, а неспецијализоване, могу сматрати прекурсором развоја вишећелијских организама. 

## Вишећелијски организми
Придружена заједница неких жаруњака, попут хидрозоа, већина корала се формира асексуалном репродукцијом (на пример пупањем). Сличне колоније граде маховине и неки плашташи. 

## Појединачне животиње
Такође је познато окупљање великог броја животиња исте врсте које повремено или трајно живе заједно на релативно малом подручју. То су, на пример, даброви на обалама река или велике колоније моржева уз морску обалу, као и више врста птица које се у време гнежђења окупљају у велике колоније како би изградиле гнезда блиско једна другој. Честа је појава код водених птица, укључујући блуне, пламенце, пингвине и разне друге. 